# Condrieu (AOC)
Pour l’article homonyme, voir Condrieu.
Le condrieu est un vin blanc d'appellation d'origine contrôlée produit sur la rive droite du Rhône, de part et d'autre de Condrieu, au sud de la ville de Vienne. Il s'agit d'une appellation du vignoble de la vallée du Rhône, au sein des côtes du Rhône septentrionales, entre les aires de production du côte-rôtie au nord et du saint-joseph au sud. L'appellation château-grillet y est enclavée.  Il est issu d'un seul cépage, le viognier.
Outre le côte-rôtie, le saint-joseph et le château-grillet, les autres AOC des côtes du Rhône septentrionales sont l'hermitage, le crozes-hermitage, le cornas et le saint-péray, ainsi que le côtes-du-rhône (ce dernier étant présent dans les côtes du Rhône méridionales).

## Historique
Condrieu, antique cité des mariniers, fut en relation avec les Phocéens de Massalia. On ignore quand furent plantées les vignes sur les coteaux environnant. Les premiers textes attestent Conriacus, au Xe siècle, puis de Condriaco, en 1251. Pour les toponymistes, l'origine est à chercher dans le nom d'un homme gaulois *Comerius, variété de Comarius, avec le suffixe -acum.

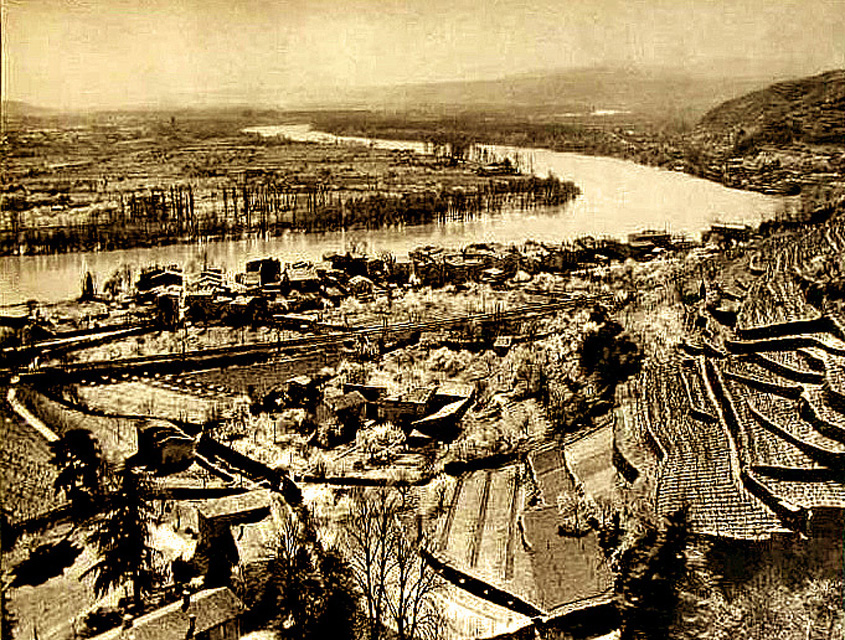
Vignobles de Condrieu vers 1925.

En 1816, André Jullien consacre un paragraphe de son ouvrage à ce vin, alors liquoreux : « Condrieux, canton de Sainte-Colombe, à lieues sud de Lyon, donne des vins liquoreux, sans être muscats, qui ont de la sève et un bouquet très-suaves ; ils se conservent long-temps et prennent en vieillissant une teinte ambrée ; on en récolte du même genre dans plusieurs vignobles voisins ; mais ils sont inférieurs à ceux de Condrieux, sous le nom desquels ils se vendent ordinairement ». Il mentionne aussi les vins de Château-Grillet et de Saint-Michel-sous-Condrieux.
En décembre 1936, le petit domaine de Château-Grillet obtient sa reconnaissance comme appellation d'origine contrôlée château-grillet (le décret créant les AOC date de juillet 1935). En 1937, l'ensemble de l'aire d'appellation actuelle est incluse dans l'appellation côtes-du-rhône. L'AOC condrieu est obtenue le 27 avril 1940 (limitée alors à trois communes : Condrieu, Vérin et Saint-Michel) ; le décret a été modifié depuis, la première fois par le décret du 2 septembre 1967 (extension aux communes de Chavanay, Limony, Malleval et Saint-Pierre-de-Bœuf, qui peuvent aussi produire du saint-joseph depuis 1969). Plusieurs parcelles ont été retirées de l'aire d'appellation en 1986.
L'appellation doit beaucoup à Georges Vernay, surnommé « Le pape du Condrieu », mondialement reconnu pour avoir sauvé le viognier et pour avoir donné l'élan à toute une génération de vignerons entre Condrieu et Ampuis, mais aussi pour avoir été à la tête du syndicat de l'appellation pendant près de 30 ans. Cette figure de Condrieu où il a grandi a toujours cru en ses terroirs alors que depuis l’après-guerre la culture de la vigne sur les coteaux est pratiquement abandonnée. L'appellation Condrieu compte environ 6 hectares en 1960 contre environ 210 hectares aujourd'hui. Georges Vernay décide de défricher dès 1953 et de faire revivre le cépage viognier sur les coteaux granitiques. La ville de Condrieu lui a rendu hommage en inaugurant une place à son nom : « Georges Vernay (1926-2017). Vigneron visionnaire, convaincu de l'exception de ce terroir. Il a fait renaître le viognier sur les coteaux de Condrieu ».
Depuis 2012, ce vignoble fait partie du label Vignobles & découvertes, visant à promouvoir les destinations œnotouristiques en France. Le cahier des charges de l’appellation a été modifié en décembre 2011, en décembre 2014 et en juillet 2024.

## Vignoble

### Présentation
Située dans la partie française de la vallée du Rhône, de 30 à 37 km en aval de Lyon sur la rive droite juste après Vienne, l'aire d'appellation s'étend sur sept communes des départements du Rhône, de la Loire et de l'Ardèche : Condrieu dans le Rhône, Chavanay, Malleval, Saint-Michel-sur-Rhône, Saint-Pierre-de-Bœuf, Vérin dans la Loire, et Limony dans l'Ardèche (soit sept communes dans trois départements, mais concentrées dans une zone ne dépassant guère 15 km). C'est une des appellations des côtes du Rhône septentrionales, entre l'aire du côte-rôtie et celle du saint-joseph.

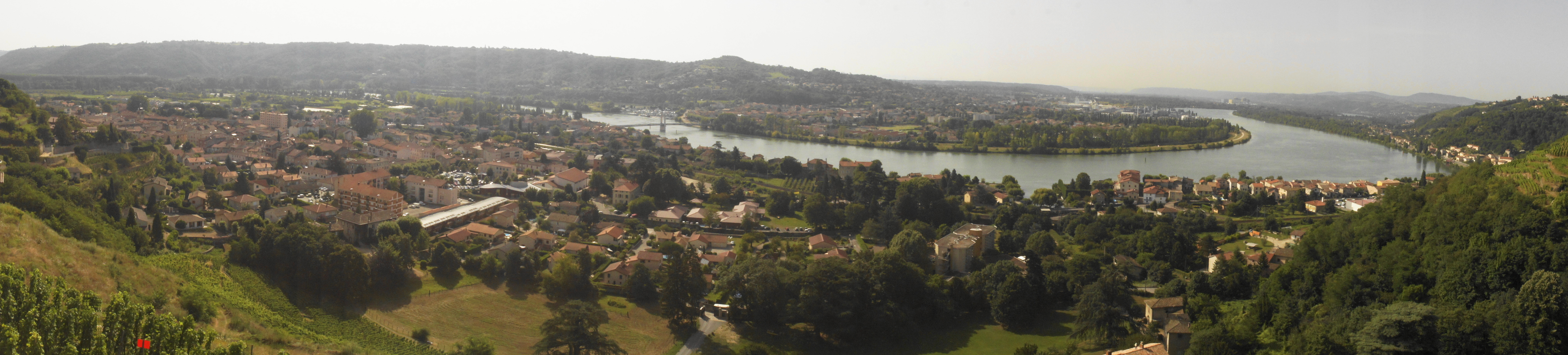
Vue panoramique de Condrieu et des Roches de Condrieu en juillet 2012.

Selon le service des Douanes, la superficie revendiquée en 2024 sous l'appellation est de 213 hectares.

### Orographie et géologie
Le terroir de cette appellation, abrité des vents du nord, est composé de sables caillouteux ou de sols granitiques aux versants abrupts aménagés en terrasses.
Les sols reposent sur du granite, à biotite ou à muscovite. Dans ce terroir dominent les terrasses retenant une terre acide composée de sable de type arène et de cailloutis d’une couleur gris clair à rosâtre ou roussâtre.

### Climatologie
L'aire d'appellation est sous climat tempéré de type semi-continental avec de fortes influences méditerranéennes : les étés sont chauds et ensoleillés, les automnes doux et une pluviométrie bien étalée mais avec des hivers un peu rigoureux, où la sensation de froid est renforcée par la bise. L'ensoleillement à Lyon est de 1 976 heures par an en moyenne, soit environ 164 jours par an. Les hivers sont relativement secs, et généralement dépourvus de neige (toutefois de fortes précipitations ne sont pas exclues). Les frimas sont courants et les températures varient généralement d'une dizaine de degrés au plus pendant la journée. L'amplitude des températures en journée atteint parfois une vingtaine de degrés, et les températures maximales dépassent parfois les 35°. Le mois d'août est parfois frais et pluvieux (2006 et 2007) avec quelques orages. Les mois d'août 2003 et 2009 étant au contraire très chauds et secs avec respectivement 33° et 30° de température maximale en moyenne. Le mistral souffle souvent, dû à la compression de l'air dans le sillon rhodanien. 
La station météorologique de Sablons (à 136 mètres d'altitude : 45° 19′ 46″ N, 4° 46′ 07″ E) se situe juste au sud de l'aire d'appellation du condrieu, limitrophe de Limony, mais dans le fond de vallée (alors que les vignes sont sur le coteau).
| Mois                              | jan. | fév. | mars | avril | mai  | juin | jui. | août | sep. | oct. | nov. | déc. | année |
| --------------------------------- | ---- | ---- | ---- | ----- | ---- | ---- | ---- | ---- | ---- | ---- | ---- | ---- | ----- |
| Température minimale moyenne (°C) | 0,7  | 0,7  | 3,1  | 5,9   | 9,9  | 13,4 | 14,9 | 14,5 | 11,2 | 8,4  | 4,2  | 1,5  | 7,4   |
| Température moyenne (°C)          | 4,5  | 5,6  | 9,4  | 12,6  | 16,8 | 20,6 | 22,6 | 22,2 | 18   | 13,9 | 8,5  | 5,1  | 13,3  |
| Température maximale moyenne (°C) | 8,4  | 10,5 | 15,7 | 19,2  | 23,6 | 27,8 | 30,2 | 29,9 | 24,9 | 19,3 | 12,7 | 8,8  | 19,2  |
| Nombre de jours avec gel          | 14,3 | 13,5 | 7,8  | 1,7   | 0    | 0    | 0    | 0    | 0    | 1,1  | 6    | 12,2 | 56,6  |
| Précipitations (mm)               | 51,2 | 37,8 | 45   | 62,1  | 73,9 | 65,4 | 67,6 | 62,5 | 83,8 | 107  | 99,4 | 49,5 | 805,2 |

| Diagramme climatique                                  |             |           |             |             |              |              |              |              |            |             |            |
| J                                                     | F           | M         | A           | M           | J            | J            | A            | S            | O          | N           | D          |
| 8,40,751,2                                            | 10,50,737,8 | 15,73,145 | 19,25,962,1 | 23,69,973,9 | 27,813,465,4 | 30,214,967,6 | 29,914,562,5 | 24,911,283,8 | 19,38,4107 | 12,74,299,4 | 8,81,549,5 |
| Moyennes : • Temp. maxi et mini °C • Précipitation mm |             |           |             |             |              |              |              |              |            |             |            |

### Encépagement
Cette AOC a pour particularité de n'être composée que d'un seul cépage, le viognier ; c'est aussi le cas du château-grillet.
| Cépage                | Encépagement des crus des côtes du Rhône septentrionaux | Encépagement des crus des côtes du Rhône septentrionaux | Encépagement des crus des côtes du Rhône septentrionaux | Encépagement des crus des côtes du Rhône septentrionaux | Encépagement des crus des côtes du Rhône septentrionaux | Encépagement des crus des côtes du Rhône septentrionaux | Encépagement des crus des côtes du Rhône septentrionaux | Encépagement des crus des côtes du Rhône septentrionaux |
| --------------------- | ------------------------------------------------------- | ------------------------------------------------------- | ------------------------------------------------------- | ------------------------------------------------------- | ------------------------------------------------------- | ------------------------------------------------------- | ------------------------------------------------------- | ------------------------------------------------------- |
| Cépage                | condrieu et château-grillet                             | cornas                                                  | côte-rôtie                                              | hermitage et crozes-hermitage                           | hermitage et crozes-hermitage                           | saint-joseph                                            | saint-joseph                                            | saint-péray                                             |
| Cépage                | condrieu et château-grillet                             | cornas                                                  | côte-rôtie                                              | rouge                                                   | blanc                                                   | rouge                                                   | blanc                                                   | saint-péray                                             |
| marsanne et roussanne |                                                         |                                                         |                                                         | max. 15 %                                               | 100 %                                                   | max. 10 %                                               | 100 %                                                   | 100 %                                                   |
| syrah                 |                                                         | 100 %                                                   | min. 80 %                                               | min. 85 %                                               |                                                         | min. 90 %                                               |                                                         |                                                         |
| viognier              | 100 %                                                   |                                                         | max. 20 %                                               |                                                         |                                                         |                                                         |                                                         |                                                         |

### Méthodes culturales

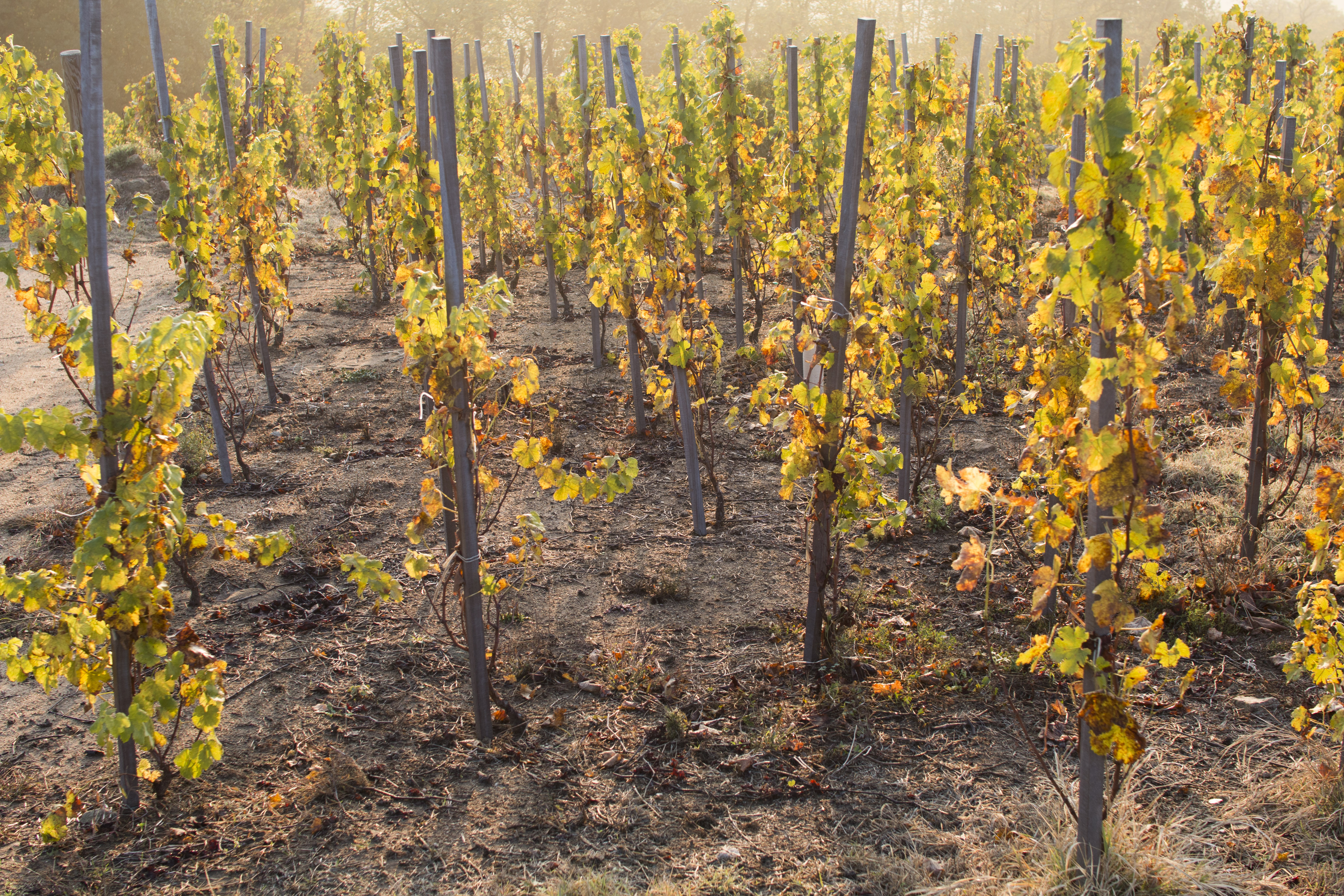
Vigne sur échalas en appellation condrieu.

Les parcelles, majoritairement en coteaux, sont alors plantées en chaillets, et sur échalas. Les autres peuvent être palissées.

## Vins
Les données de production des années récentes, telles que publiées par les Douanes, sont :
| Année | Superficie (ha) | Production (hl) | Rendement (hl/ha) |
| ----- | --------------- | --------------- | ----------------- |
| 2020  | 204             | 7 748           | 38                |
| 2021  | 207             | 4 686           | 23                |
| 2022  | 208             | 7 987           | 38                |
| 2023  | 209             | 8 442           | 40                |
| 2024  | 213             | 7 199           | 34                |

Le rendement visé par le cahier des charges est de 41 hectolitres par hectare, et le rendement butoir étant de 46 hl/ha.

### Gastronomie
Ce vignoble produit un vin blanc d’une robe d’or pâle aux reflets dorés. C'est un très grand vin, rare, coûteux et recherché, à boire jeune. Il est caractérisé par des arômes floraux marqués (principalement violette) et fruités (pêche blanche, abricot) où explosent des notes de bouquets champêtres, de violette et d’iris. Sa bouche souple, onctueuse et capiteuse allie une grande fraîcheur à une belle longueur.
Récemment, deux nouveautés (discutées par certains amateurs, plébiscitées par d'autres) ont été introduites : passage croissant au chêne neuf, vinification en vendanges tardives.

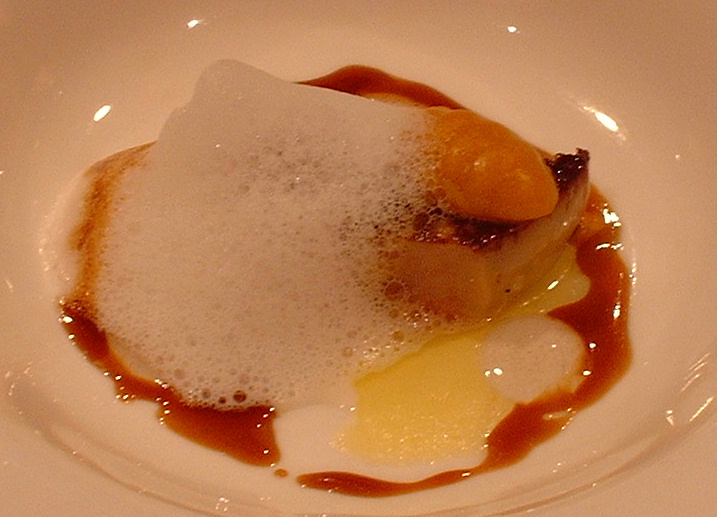
Foie gras aux amandes, abricots et bouteille de condrieu.

Ce vin se présente avec une robe d’or pâle aux reflets dorés. Au nez puissant mais élégant, il dégage un bouquet où dominent les fleurs champêtres, la violette et l’iris. Ces arômes se mêlent harmonieusement à celui de l’abricot caractéristique de ce cépage d’exception. D’une belle longueur en bouche, ce vin a atteint l’incomparable en 1990 lors d’une récolte unique en vendanges tardives.
Il est à déguster avec les poissons du Rhône, la mousse de brochet, le boudin blanc, les anguilles grillées, les écrevisses, le foie gras, les grands fromages. La réputation et le lancement gastronomique de ses vins de collectionneurs doivent beaucoup au grand restaurant Fernand Point de Vienne (La Pyramide).

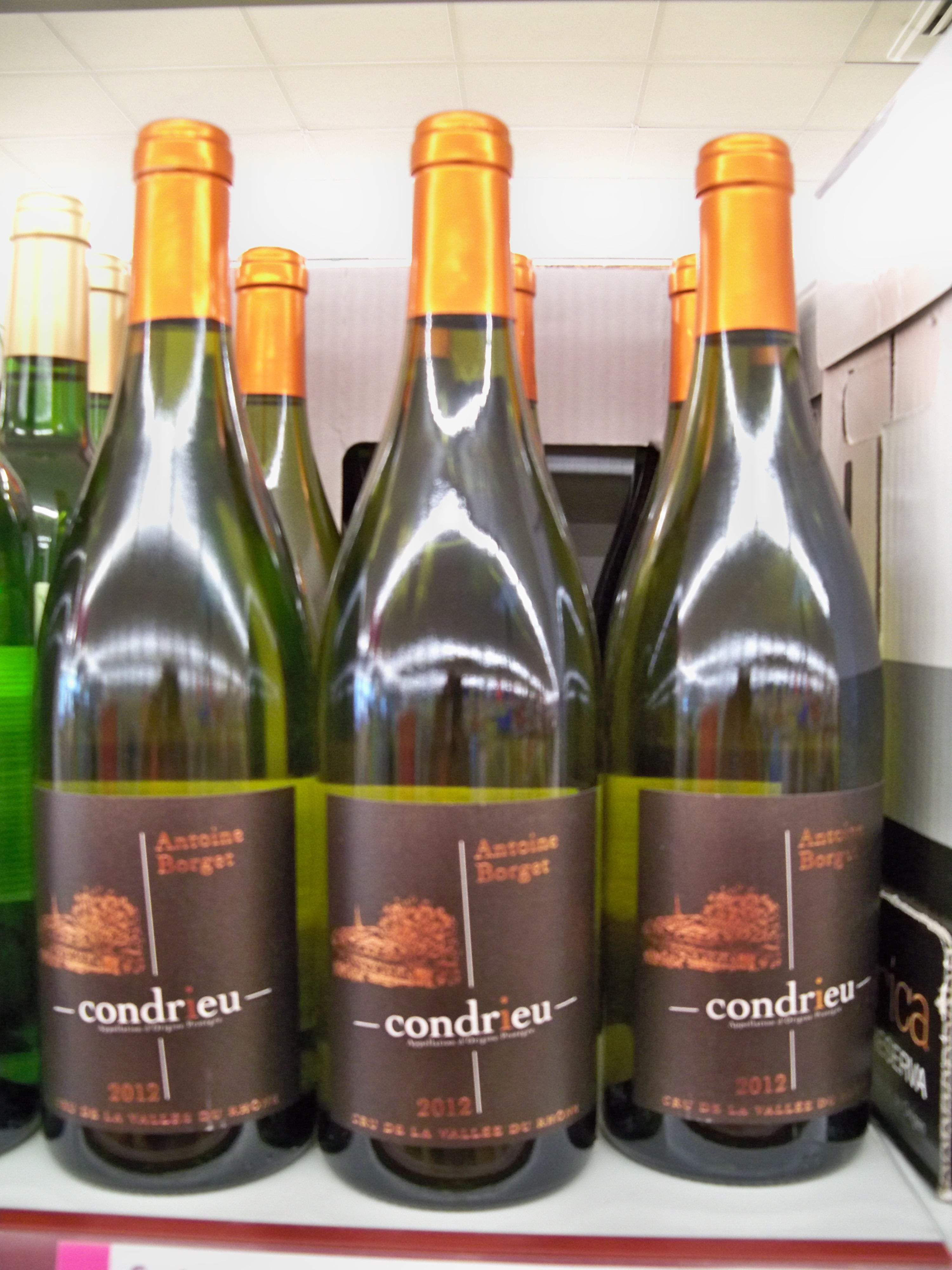
AOC Condrieu Blanc, millésime 2012
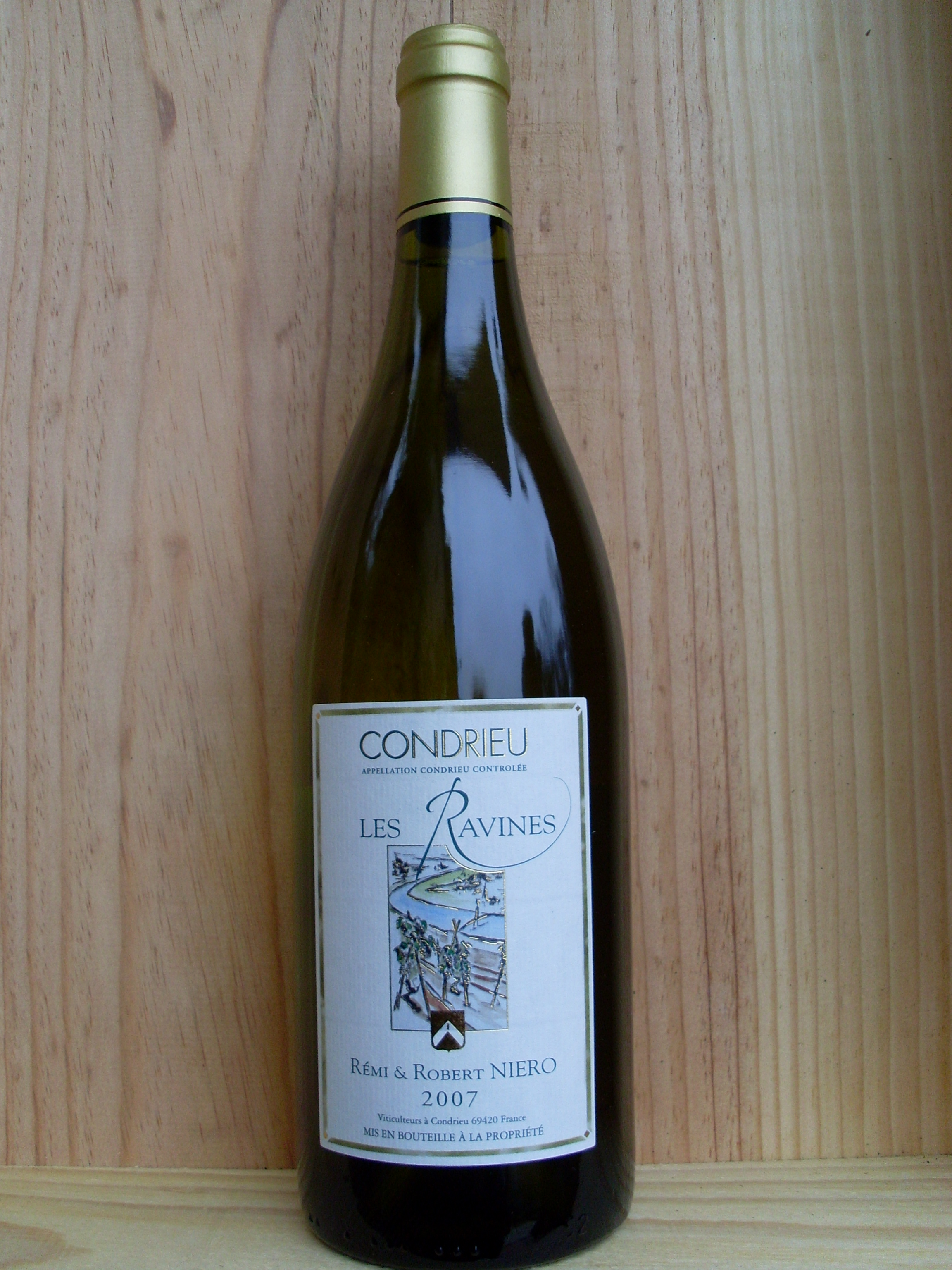
AOC Condrieu Les Ravines
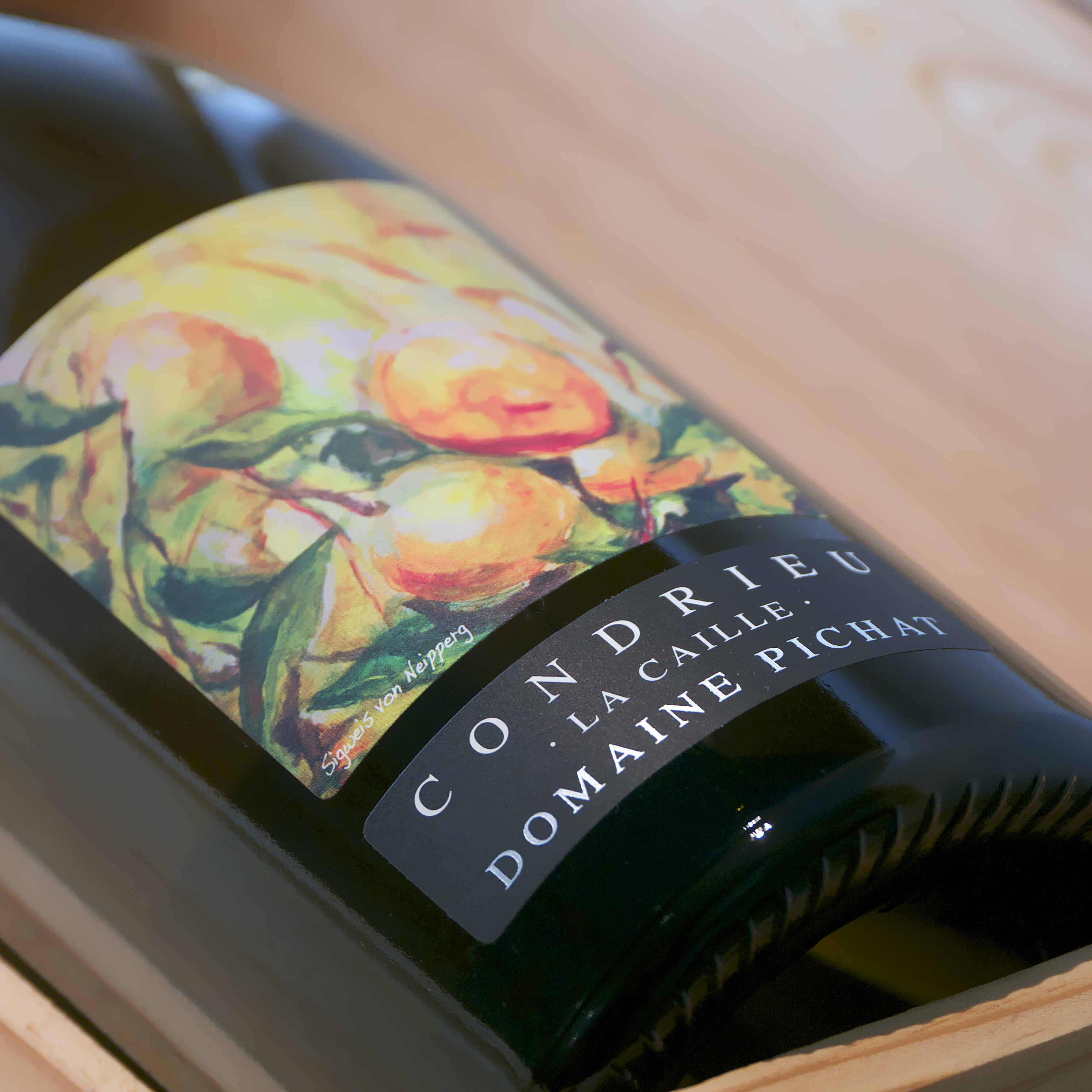
AOC Condrieu Domaine Pichat
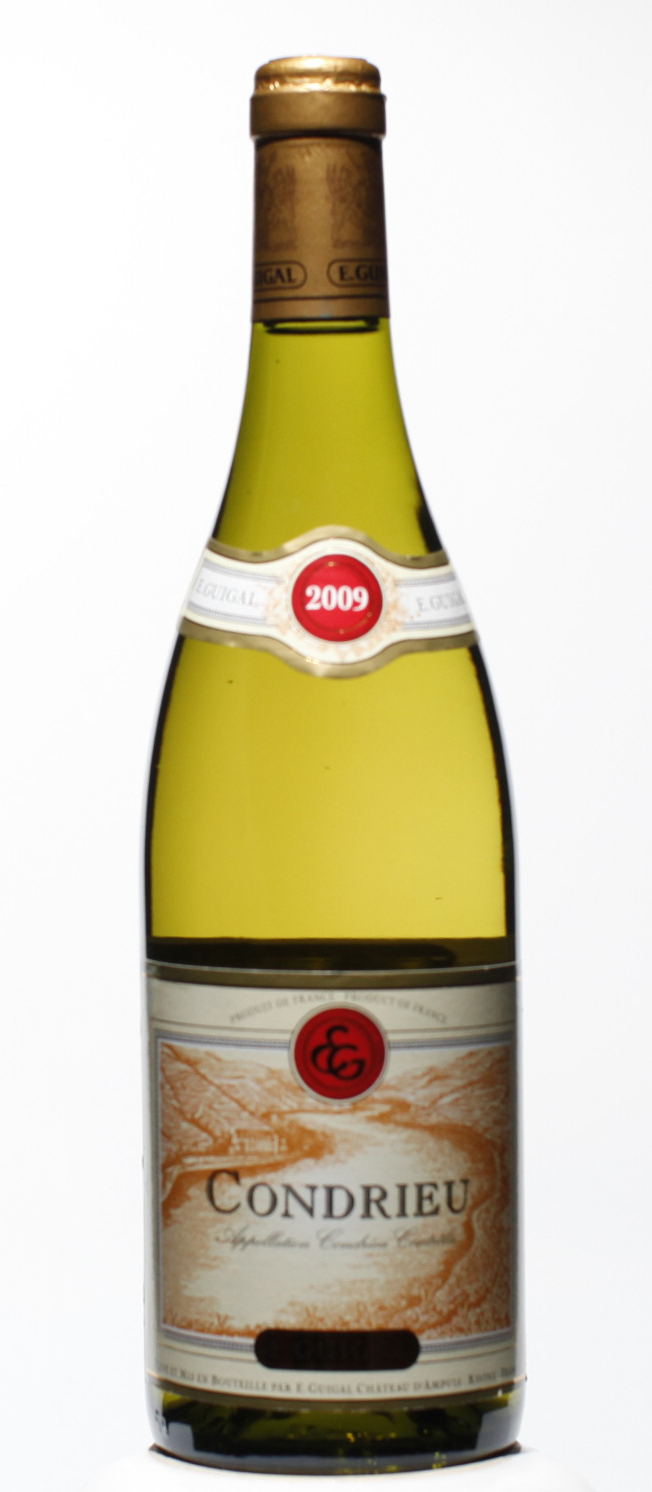
AOC Condrieu de E. Guigal
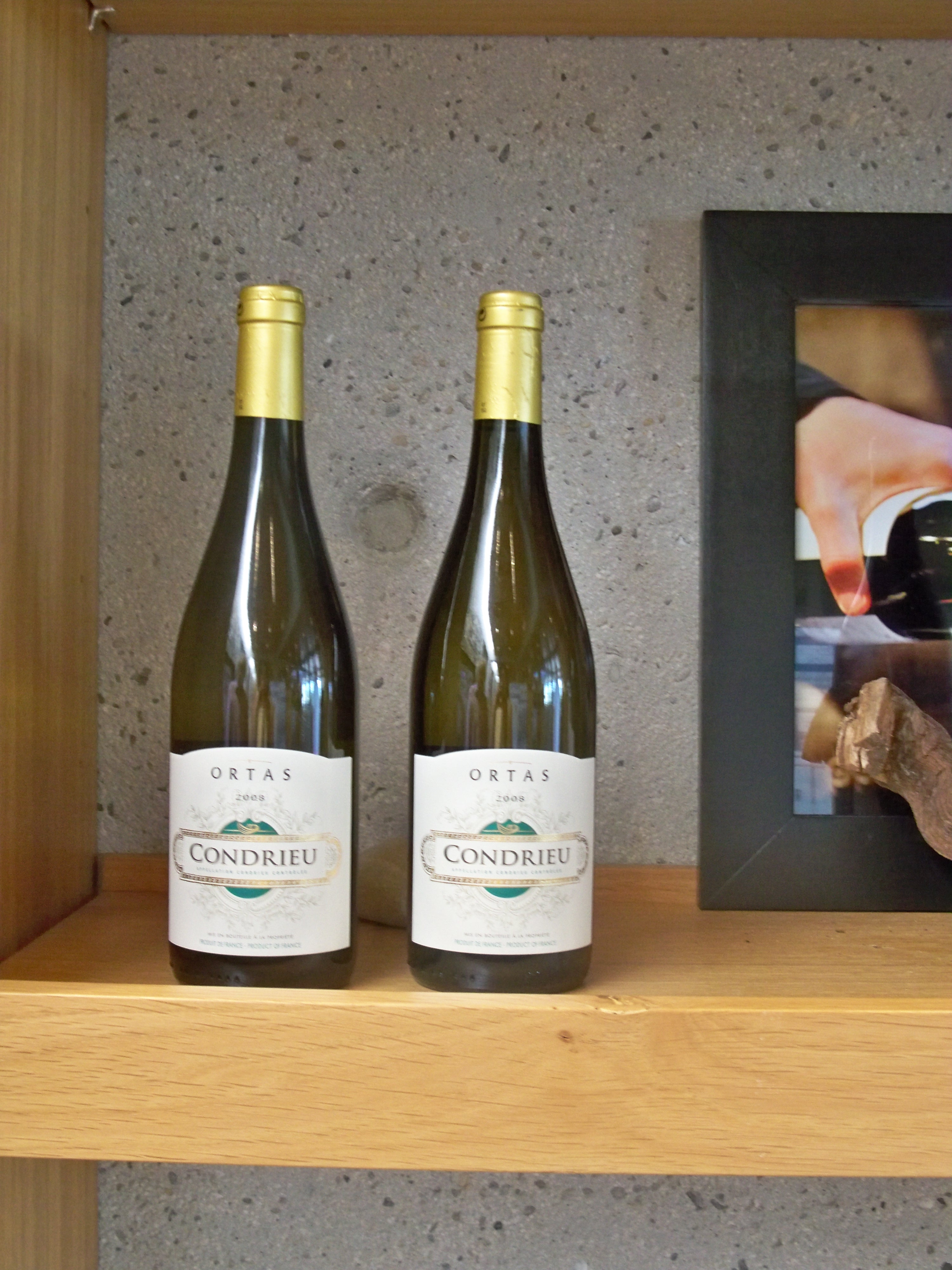
AOC Condrieu Ortas

### Millésimes
Ils correspondent à ceux du vignoble de la vallée du Rhône. Ils sont notés : année exceptionnelle , grande année , bonne année ***, année moyenne **, année médiocre *.
| Caractéristiques | Article de qualité | ***                | ***                | Bon article        | Article de qualité | Bon article        | Bon article        | ***                | Bon article | Bon article        |
| Millésimes 1990 | 1999               | 1998               | 1997               | 1996               | 1995               | 1994               | 1993               | 1992               | 1991        | 1990               |
| Caractéristiques | ***                | ***                | **                 | ***                | Bon article        | **                 | **                 | **                 | ***         | Article de qualité |
| Millésimes 1980 | 1989               | 1988               | 1987               | 1986               | 1985               | 1984               | 1983               | 1982               | 1981        | 1980               |
| Caractéristiques | Article de qualité | Article de qualité | Bon article        | ***                | Article de qualité | **                 | Bon article        | ***                | Bon article | Article de qualité |
| Millésimes 1970 | 1979               | 1978               | 1977               | 1976               | 1975               | 1974               | 1973               | 19722              | 1971        | 1970               |
| Caractéristiques | Bon article        | Article de qualité | Bon article        | **                 | ***                | Bon article        | ***                | **                 | **          | Article de qualité |
| Millésimes 1960 | 1969               | 1968               | 1967               | 1966               | 1965               | 1964               | 1963               | 1962               | 1961        | 1960               |
| Caractéristiques | **                 | *                  | Article de qualité | Article de qualité | ***                | ***                | **                 | **                 | ***         | Article de qualité |
| Millésimes 1950 | 1959               | 1958               | 1957               | 1956               | 1955               | 1954               | 1953               | 1952               | 1951        | 1950               |
| Caractéristiques | Bon article        | Bon article        | Article de qualité | Bon article        | Bon article        | ***                | Bon article        | Article de qualité | **          | Article de qualité |
| Millésimes 1940 | 1949               | 1948               | 1947               | 1946               | 1945               | 1944               | 1943               | 1942               | 1941        | 1940               |
| Caractéristiques | Article de qualité | Article de qualité | Article de qualité | Bon article        | Article de qualité | **                 | Article de qualité | Bon article        | **          | **                 |
| Millésimes 1930 | 1939               | 1938               | 1937               | 1936               | 1935               | 1934               | 1933               | 1932               | 1931        | 1930               |
| Caractéristiques | *                  | Bon article        | Bon article        | ***                | **                 | Article de qualité | Article de qualité | **                 | **          | **                 |
| Millésimes 1920 | 1929               | 1928               | 1927               | 1926               | 1925               | 1924               | 1923               | 1922               | 1921        | 1920               |
| Caractéristiques | Article de qualité | Article de qualité | **                 | Bon article        | **                 | Bon article        | Bon article        | **                 | Bon article | Bon article        |
| Sources : Yves Renouil (sous la direction), Dictionnaire du vin, Éd. Féret et fils, Bordeaux, 1962 ; Alexis Lichine, Encyclopédie des vins et alcools de tous les pays, Éd. Robert Laffont-Bouquins, Paris, 1984, Les millésimes de la vallée du Rhône & Les grands millésimes de la vallée du Rhône |                    |                    |                    |                    |                    |                    |                    |                    |             |                    |

Soit sur 90 ans, 24 années exceptionnelles, 26 grandes années, 16 bonnes années, 22 années moyennes et 2 années médiocres.

### Culture populaire
Dans le film Vincent, François, Paul… et les autres, Yves Montand propose du condrieu à ses amis le visitant.
Dans la chanson de Renaud Nos vieux, il apporte à son père une bouteille de condrieu : « Et pour le père un p'tit condrieu. Est-ce qu'y seront heureux ». 